# Boitatá

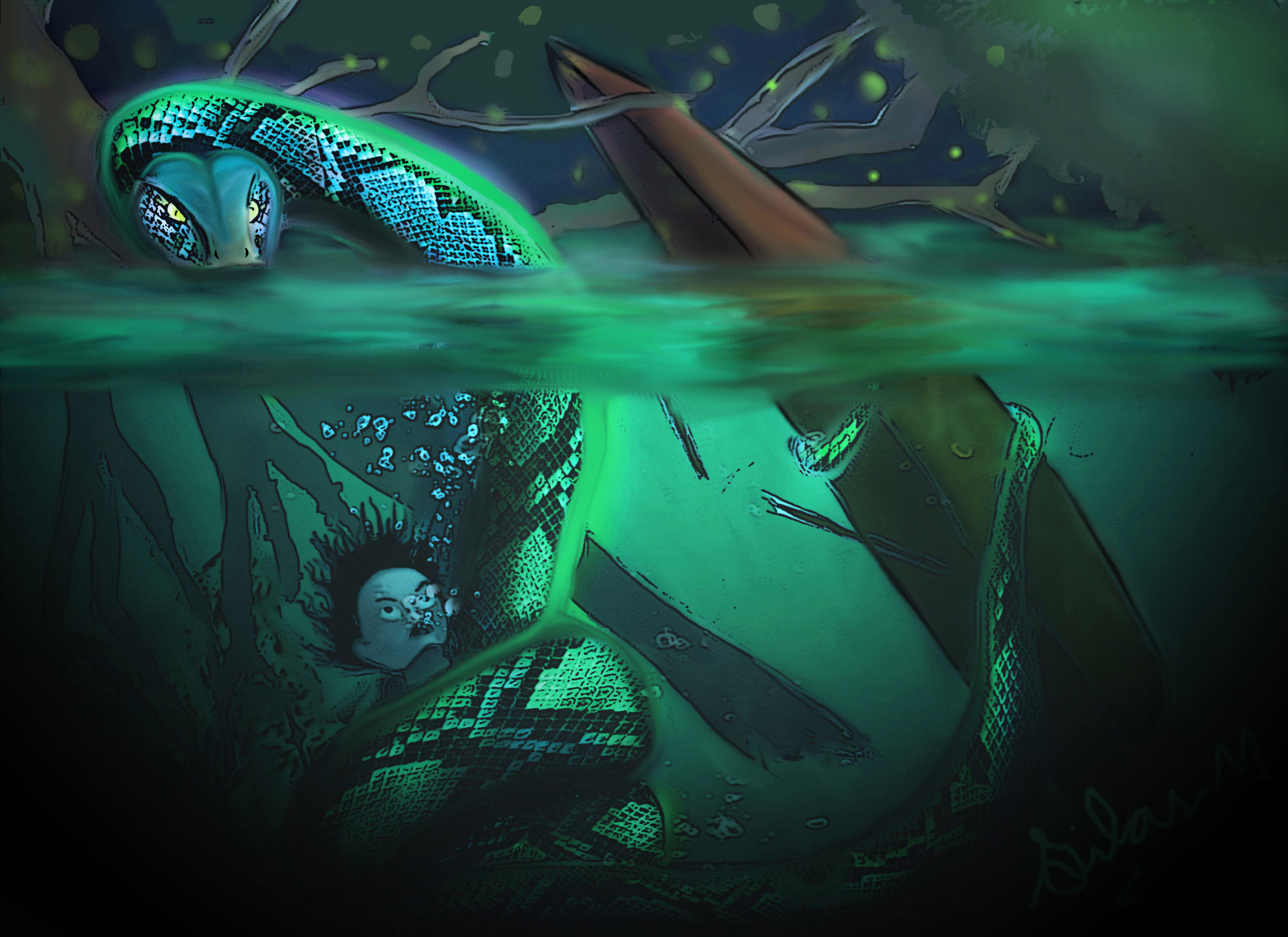
Boitatá capturando a un cazador

El Mbói tatá o Boitatá es una criatura fantástica perteneciente a la mitología de las tribus tupí-guaraníes que habitaban la Amazonia Brasileña, parte del folklore de Brasil, conocido también en Paraguay, Uruguay y Argentina. Esta criatura es una enorme serpiente de fuego que ataca a quien haga daño a los bosques y animales de la Amazonia.

## Etimología
El nombre del Ser proviene de la unión de dos palabras del guaraní mbói (serpiente) y tatá (fuego), siendo el resultado Mbói tatá en la lengua original (guaraní)que significa "Serpiente de Fuego". Aunque las lenguas española y portuguesa alterando al guaraní, siendo esta la razón por la que en Brasil, Argentina y Uruguay se lo conoce principalmente como (Boitatá) y en Paraguay al tener al guaraní como idioma oficial se lo conoce por su nombre en este idioma (Mboi tatá).

## Mito
Desde la época colonial, se han registrado diferentes leyendas sobre esta criatura algunas explicando su origen u otras narrando apariciones de esta. La más interesante y conocida es la de Río Grande del Sur, en Brasil, que narra de esta manera el origen del boitatá:
Cuenta que en un tiempo la selva estuvo acompañada de oscuridad e inundaciones que nunca acababan, entonces los animales fueron a alojarse hacia los terrenos altos. El boiguaçu, una serpiente que vivía en una oscura cueva, era el único animal capaz de ver a oscuras, así que saca ventaja de la situación y decide comer la parte que más le encantaba, los ojos. Después de haber comido tantos ojos la luz de estos hacen en la serpiente que sus ojos se vuelvan brillantes como dos soles, su cuerpo alargado comienza a arder en llamas, en ese instante el poder escapa dejando al boiguaçu débil y este muere.
Ahora esta serpiente aparece como un haz de fuego volando sobre el cielo de la selva, se dice que aquel que se encuentre con el boitata, podría quedar ciego, morir o inclusive quedarse loco. Con el fin de que esto no suceda a quien se cruce con el boitatá, afirman que lo mejor es quedarse quieto, sin respirar y con los ojos bien cerrados hasta sentir que la serpiente se haya ido.
Lo cierto es que el boitatá es protagonista de varias narrativas de la literatura de la región Río Grande del Sur.